# Leonor de Portugal, Imperatriz Romano-Germânica
Leonor de Portugal (em português antigo: Lyanor ou Lianor; Torres Vedras, 18 de setembro de 1434 - Wiener Neustadt, 3 de setembro de 1467) foi uma infanta portuguesa da Dinastia de Avis filha do rei Duarte I de Portugal e da sua esposa Leonor de Aragão. Quando o seu pai morreu em 1438, a infanta com apenas quatro anos é confiada à regência, primeiro de sua mãe e depois de seu tio o Infante D. Pedro, Duque de Coimbra. Foi criada juntamente com suas irmãs D. Catarina e D. Joana em Lisboa.
Graças à projeção internacional de Portugal a partir de Quatrocentos devido a Era dos Descobrimentos e às riquezas daí resultantes, Dona Leonor é considerada para esposa do Delfim de França, Luís de Valois e do Imperador Frederico III. As negociações deste último projeto revelam-se frutíferas e os esponsais celebram-se em 1451. Dona Leonor parte para Itália para se reunir ao marido, sendo ambos coroados pelo Papa Nicolau V na Basílica de São Pedro, em Roma, a 16 de março de 1452. Foi a última Imperatriz do Sacro-Império Romano-Germânico a ser coroada em Roma pelo Sumo Pontífice.
Do enlace entre as Dinastias de Avis e de Habsburgo nasceram cinco filhos, dos quais dois sobreviveram: Maximiliano I do Sacro Império Romano-Germânico, que sucedeu a seu pai e Cunegunda da Áustria (1465-1520), que se casaria com o duque Alberto IV da Baviera. De Dona Leonor descende toda a linhagem da Casa de Áustria; entre os seus bisnetos contam-se o Imperador Carlos V, Senhor do Mundo, que iniciou o ramo espanhol da Casa de Áustria que viria a reinar em Portugal, e o Imperador Fernando I, que deu origem ao ramo austríaco da dinastia de Habsburgo.

## Família

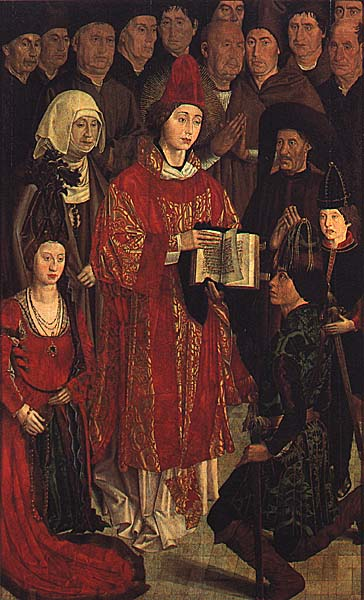
Painel do Infante onde figuram alguns dos familiares de D.Leonor. Estão presentes o pai, o Infante de Roxo, a mãe, o irmão (de joelhos) e a prima D.Isabel. Obra de Nuno Gonçalves

D. Leonor nasceu no seio de uma das famílias reais mais cultas do século XV e numa corte cuja riqueza e prosperidade apenas aumentaram durante a sua vida. Filha de um dos príncipes da Ínclita Geração, Dona Leonor cresceu envolvida pelos exemplos de nobreza e distinção dos seus familiares. O seu pai era o Rei Filósofo, o autor de tratados de montaria, a personificação do cavaleiro galante; o seu tio D. Pedro, Duque de Coimbra em Portugal e Duque de Treviso em Itália, dito o príncipe mais culto do seu tempo, era o Infante das Sete Partidas que correra o mundo conhecido; o seu tio D. Henrique, dito o Navegador, era o homem de visão que impulsionava o Reino para novos caminhos de riqueza e glória; a sua tia D. Isabel, Duquesa consorte da Borgonha, era cada vez mais respeitada por toda a Europa como uma das mais inteligentes governantes do seu tempo e o seu tio Fernando, o Infante Santo morreu cativo em África pela honra de Portugal e do Rei, seu irmão. Foi no seio destas personagens e dos seus exemplos que D. Leonor cresceu.

## Juventude

### A morte do pai
Foi privada de seu pai aos quatro anos; a sua mãe viu-se forçada a abandoná-la doente em Almeirim quando partiu na senda de refúgio em Castela, após perder a contenda de intrigas palacianas pelo controlo da Regência. O príncipe-herdeiro D. Afonso, o secundogénito D. Fernando, assim como suas três irmãs - D. Leonor, D. Catarina e D. Joana ficam então sob a guarda do tio D. Pedro, Duque de Coimbra.

### A Casa da Infanta
D. Pedro entrega D. Leonor aos cuidados de D. Guiomar de Castro dama de nobre e elevada linhagem, filha do Senhor de Cadaval e esposa do aio do Infante D. Afonso, D. Álvaro Gonçalves de Ataíde, futuro Conde de Atouguia. A partir de 1445, após a morte de sua mãe, sabe-se que a Infanta terá tido casa própria juntamente com suas duas irmãs. Sabe-se que terão servido na casa das Infantas, entre outros, Beatriz Pereira, Branca de Lira, D. Violante Lopes, Maria Rodrigues, Catarina Lopes Bulhoa, Diogo de Torres e Fernão de Torres. D. Leonor tem à data onze anos e datam muito provavelmente desta altura as primeiras comunicações entre os seus tios D. Pedro e D. Isabel, Duquesa da Borgonha, no que respeita às futuras alianças matrimoniais das Infantas.

### Os amores de D. João de Menezes da Silva
D. Leonor cresceu na corte, em Lisboa, e dos seus últimos anos em Portugal pouco se conhece. Especula-se em algumas fontes quanto os amores que um certo jovem fidalgo da altura lhe terá tido no fim da década de 40 daquela centúria, quando D. Leonor contava com 16 anos e o seu contrato de casamento era já negociado. Era esse fidalgo D. João de Menezes da Silva, três anos mais velho que a Infanta, filho do Alcaide de Campo Maior e de D. Isabel de Menezes, da Casa de Vila Real, irmão do futuro Conde de Portalegre e de Santa Beatriz da Silva. Teria o jovem acesso à Infanta por intermédio de D. Guiomar de Castro, de quem era primo co-sobrinho pelo lado materno. Conta-se que passou a Itália na armada que levou a Infanta D. Leonor e que, após o casamento desta, abraçou a vida religiosa; segundo as mesmas fontes tê-lo-á feito por desgosto de ver a sua amada casada com outrem. Tomou ordens como Frei Amadeu e ficou conhecido para a história como Beato Amadeu.

## Análise do valor político da Infanta

A situação da Guerra dos Cem Anos após o Tratado de Troyes de 1420

### Aliança entre os seus tios D. Pedro e D. Isabel
Pelo seu nascimento e enquanto filha primeira do Rei de Portugal, D. Leonor era vista pelos seus familiares como um trunfo político a ser jogado com muito cuidado. Entre 1445 e 1448 as negociações estão nas mãos dos dois tios da infanta: D. Pedro de Coimbra e D. Isabel de Borgonha. O primeiro pretende casar a sobrinha fora da esfera de alianças tradicionais de Portugal: Inglaterra e Aragão. D. Pedro estava casado com Isabel de Aragão, condessa de Urgel, que seria herdeira do trono de Aragão, não fora seu pai ter perdido a disputa do trono para Fernando de Atenquerra no Compromisso de Caspe. Como tal, D. Pedro era naturalmente hostil à Casa de Aragão, o que em alguma medida pode ajudar a explicar os acontecimentos após a morte do Rei D. Duarte em que a mãe de D. Leonor, D. Leonor de Aragão, filha de Fernando de Atenquerra, disputa e perde a Regência do Reino para o Duque de Coimbra. Já D. Isabel, Duquesa de Borgonha, pretende capitalizar o casamento da sobrinha em seu próprio proveito e do Ducado da Borgonha. O entendimento entre estes dois príncipes de Avis passa então por alianças com o Delfim de França, Luís de Valois ou com o Imperador Frederico III.

A situação do pós-Guerra dos Cem Anos, em 1477

### A influência da Guerra dos Cem Anos
O projeto delineado à partida seria do casamento de D. Leonor com o filho de Carlos VII de França e da sua irmã D. Joana com o Ladislau Póstumo, Duque da Áustria e neto do Imperador Sigismundo. Qualquer um dos dois apresentava grandes vantagens para D. Pedro: projeção de Portugal na esfera Europeia e fuga à influência aragonesa. Na lógica da Guerra dos Cem Anos (1337-1453) como conflito maior no palco Europeu e como força polarizadora de fações políticas da época, o casamento das sobrinhas de D. Isabel continuava a política da Borgonha de procurar os melhores interesses para o Ducado ora se aliando com a França, ora com a Inglaterra. E dado que, à data, a guerra se abeirava de uma esmagadora vitória francesa, à Borgonha seria necessário esquecer o passado recente e aliar-se ao antigo inimigo. Em suma, as duas alianças ajudariam porventura a desequilibrar a balança de poder na Europa a favor da França e de Castela e contra Inglaterra e Aragão, além de fortalecerem o eixo Portugal-Borgonha. À coroa francesa não passou com certeza despercebida a importância das negociações destas Infantas portuguesas como garantes do apoio da Borgonha, da neutralidade do Império e do desequilíbrio do poder inglês na Península Ibérica, palco secundário dos jogos de influências dos conflitos anglo-franceses.

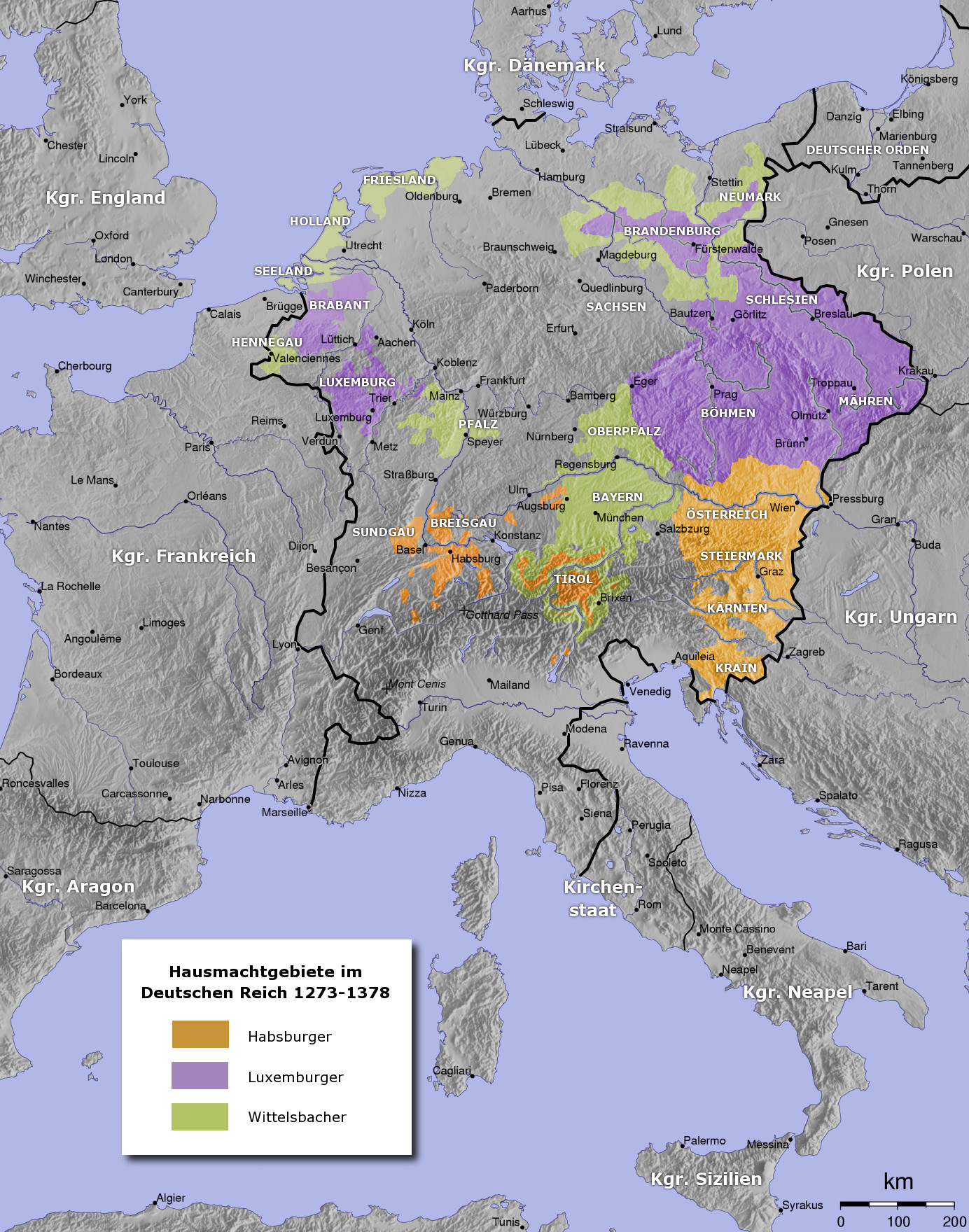
As possessões das três principais famílias do Sacro Império em finais do século XIV: dos Wittelsbach, dos Luxemburgo (família de Ladislau) e dos Habsburgo (família de Frederico)

### O interesse do Imperador Frederico III
O esboço inicial alterou-se devido à debilidade de Ladislau, que viria a morrer de leucemia em 1457, e às ambições dos seus primos maternos da Casa de Habsburgo. Ladislau era o último e imberbe representante da Casa de Luxemburgo e senhor titular de um império em desintegração, que incluía a Boémia, a Hungria e a Baixa Áustria. O seu primo Frederico de Habsburgo sucedera ao pai de Ladislau - Alberto II - no trono Imperial, pois Ladislau só nasceu 4 meses após a morte do pai, já em 1440. Com o passar dos anos acentua-se a preponderância política de Frederico face ao pequeno e doente Ladislau e tal não escapou ao olhar atento de Isabel da Borgonha.
Ao Sacro Imperador Romano-Germânico não passou despercebida a grande riqueza da Casa de Avis. O comércio de açúcar das ilhas atlânticas e de escravos, ouro e malagueta da costa africana, tornavam o Portugal do século XV um país em franco crescimento económico. Ainda mais tendo em conta o clima de paz do Reino, em que as únicas operações militares da época se situavam no Norte de África, não perturbando a economia interna. Frederico III era um governante constantemente atormentado com problemas pecuniários. Os seus rendimentos esvaíam-se entre as tentativas de unificar o património dos Habsburgos na Suábia, nos Alpes e na Baixa Áustria dispersos por inúmeras linhas colaterais; em tentar reaver a Boémia e a Hungria para seu primo Ladislau Póstumo e em tentar aumentar o prestígio imperial impondo-se como força preponderante na Europa. Como tal, a união com uma rica princesa de uma Dinastia em ascensão era do agrado da Casa d'Áustria.

### Influência Aragonesa
À medida que se abeira a chegada da segunda metade do século XV, tudo parece encaminhado para o casamento das duas irmãs D. Joana e D. Leonor com Luís de Valois e Frederico III, respetivamente. Contudo, a política interna portuguesa sofre um volte-face em Julho de 1448, quando o irmão de D. Leonor atinge a maioridade e começa o seu reinado como Afonso V de Portugal. 

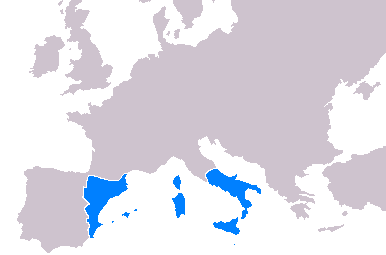
O Império Aragonês em 1443.

O Duque de Coimbra afasta-se para os seus domínios no Mondego e o primeiro homem da corte é agora D. Afonso, Duque de Bragança. Inimigo jurado do Duque de Coimbra, apoiante da rainha D. Leonor de Aragão na contenda pela regência em 1445, D. Afonso surge como natural aliado dos interesses aragoneses. Inglaterra e Aragão opõem-se à união de D. Leonor com o Delfim de França, mas já uma aliança entre Portugal e o Império é vista de forma favorável. De facto, Afonso V de Aragão (1396-1458) herdara os Reinos da Sicília e Nápoles e procura uma aliança com o Império para assegurar os seus domínios italianos reclamados pela francesa Casa de Anjou, disputa que no final do século XV originaria as Guerras Italianas. O grande impulsionador da aliança deixa de ser Isabel, Duquesa da Borgonha, passando o tio materno de D. Leonor, Afonso de Aragão a desempenhar esse papel. Sintomáticas desta situação são as cartas endereçadas pela Rainha de Aragão - datadas de 14 de Outubro de 1448  - aos monarcas peninsulares recomendando-os os embaixadores do Imperador, que em meados de desse mês do ano de 1448 chegaram à Península. A alteração de planos e de personagens nesta senda matrimonial acaba por alterar também a própria noiva proposta para o Imperador: será agora a filha mais velha, D. Leonor.

## Diligências pré-matrimoniais

### Embaixada alemã de 1448

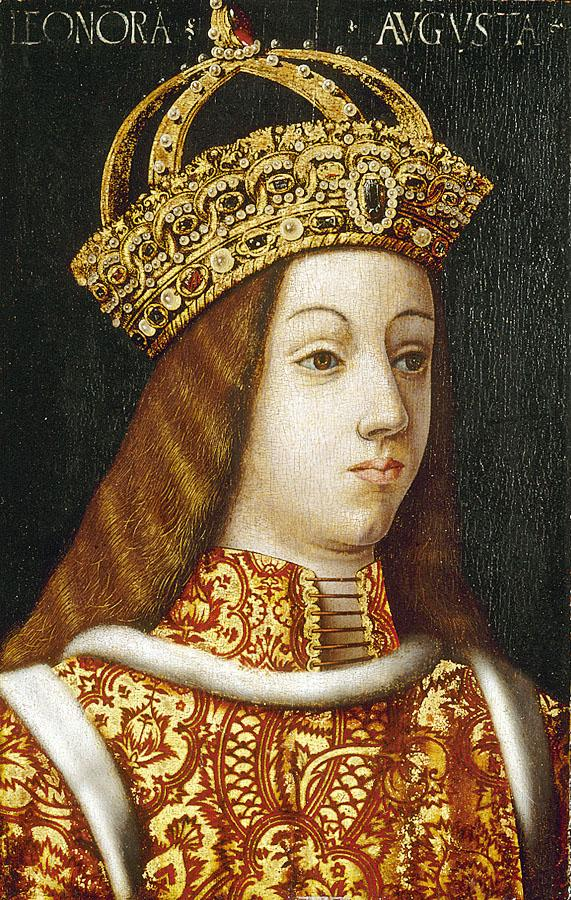
Leonor de Portugal por um seguidor de Hans Burgkmair, o Velho, 1473-1531

Em finais de 1448 chegam então a Portugal os já mencionados embaixadores do Imperador Frederico III, vindos de Aragão. Eram eles o barão austríaco Jorge de Volrestorf e Ulderico Riedrer, cónego de Augsburg. Viviam-se então no Reino e na Corte momentos conturbados pelas intrigas palacianas que o Duque de Bragança e o seu filho o Conde de Ourém moviam contra o antigo Regente, o Infante D. Pedro. Animosidades, manipulações e insídias que culminariam na Batalha de Alfarrobeira a 20 de Maio do ano seguinte de 1449, com a morte do Infante D. Pedro, pai da Rainha D. Isabel e tio de D. Leonor. Neste contexto é natural que a embaixada alemã não tivesse causado grande impacto, como se depreende de não ser sequer referida na Chronica do Senhor Rey D. Affonso V de Rui de Pina. Acredita-se contudo que esta embaixada foi importante no sentido de captar de forma segura o interesse do Imperador e para afastar de vez a ideia do consórcio com o Delfim de França, como se conclui da correspondência que entre as duas cortes se vai trocando até 1451. De resto, a própria Infanta afirmou preferir esta união, que faria dela não apenas rainha, mas imperatriz, majestade imperial e cesárea.
Acredita-se que com esta embaixada tenha vindo um pintor para fazer retratos da Infanta D. Leonor. Não se conhece o nome do artista, embora se especule que fosse da escola de Colónia. Este seria, de resto, um procedimento normal à época, para que o interessado pudesse considerar se a dama em questão lhe era agradável e também para através das suas formas se tentar tirar ilações acerca da sua fertilidade. A fiar na abundante iconografia da infanta, seja em pintura, escultura ou moeda, e nas fontes da época, D. Leonor era uma mulher lindíssima. E essa impressão que levaram os embaixadores na mente e em papel ao seu Imperador terá influenciado decisivamente o avanço das negociações.

### Embaixada portuguesa a Nápoles de 1450
Devido então aos resultados da embaixada alemã de 1448 e à pressão de Afonso V de Aragão e Nápoles as diligências prosseguem. De facto, o Rei de Aragão, tio de D. Leonor, empenha-se no projeto, chegando a afirmar amar D. Leonor, não como sobrinha, mas como filha, numa carta já de 18 de Janeiro de 1451 após a conclusão das negociações: vos haueremos en recomendación, no solamente de sobrina, mas de propria fija, por el amor que vos hauemos Entretanto, o Rei D. Afonso, apresenta o projecto para o consórcio de sua irmã com o Imperador nas Cortes de Santarém de 1451, recebendo o mesmo aprovação geral.
Em Junho desse mesmo ano, parte para Nápoles João Fernandes da Silveira, o futuro 1º Barão de Alvito. Aí, sob a égide de Afonso de Aragão, o Magnânimo, tomam lugar as negociações com os enviados imperiais: D. Eneas, Bispo de Trieste, D. Jorge de Vollesdorff, barão do ducado de Áustria, os seus conselheiros e o seu secretário, Miguel de Phullendorf. As negociações devem ter sido complexas pois prosseguem por quarenta dias até à outorgação do contrato a 10 de Dezembro de 1450. O contrato é celebrado na solene presença do Duque da Calábria do Duque de Cleves e dos embaixadores das Repúblicas de Veneza e Florença.

## O contrato matrimonial
| “ | No dia catorze do mês de outubro, a senhora desposada, a imperatriz, foi conduzida com grande solenidade e aparato, do castelo real, até baixo, à cidade de Lisboa, a um palácio situado no meio da cidade, com representações e espetáculos vários organizados com muito esmero [...]. Junto da igreja catedral, em direção a poente, foi feita uma paragem. Aqui estava reunido muito povo, quase vinte mil pessoas de ambos os sexos, e foi pronunciado perante toda a multidão um discurso por um notável doutor, durante quase meia-hora, em honra e louvor do sereníssimo senhor imperador e da sua dileta esposa Dona Leonor. Neste lugar estavam constituídas tantas pessoas reais, nas suas coroas e armas reais, quantos haviam sido os reis de Portugal e Algarve, desde o início até ao presente senhor rei D. Afonso. | ” |
| — Nicolau Lanckman de Valckenstein, Leonor de Portugal, Imperatriz da Alemanha ‒ Diário de Viagem do Embaixador Nicolau Lanckman de Valckenstein, Lisboa, Edições Cosmos, 1992, pp. 35-37. (Texto adaptado) | |   |

As negociações de Nápoles estipularam o dote D. Leonor em 60 000 florins de ouro, sendo desse valor retirados 10 000 para as despesas de viagem da Infanta. O valor deveria ser satisfeito pelo Rei de Portugal no prazo de 15 meses após a consumação do matrimónio, ou em Bruges, na Flandres, ou em Florença, na Itália, conforme o estipulasse o Imperador. Na realidade o dote só seria completamente satisfeito já no reinado de D. João II, entre este e o seu primo Maximiliano I, Sacro Imperador Romano-Germânico.
O Imperador, por seu turno, comprometia-se com arras do noivo (ou donatio propter nuptias) do mesmo valor do dote, segundo o costume alemão. As arras correspondiam aos bens e propriedades que ficavam à disposição da Infanta a título pessoal e que seriam seus no caso da morte do esposo. O Imperador comprometia-se ainda a dotar a sua esposa de bens no valor de 120 000 florins, que garantissem a D. Leonor rendimentos suficientes para a manutenção do seu estado. Estas propriedades deveriam ser discriminadas até 4 meses após a união, o que de facto ocorreu. O Imperador doou à sua esposa, por carta de 16 de Março de 1461, o vicedomínio de Laibach, no Ducado de Carníola (actual Liubliana, capital da Eslovénia), o castelo e vila de Bliburgo (actual Bleiburg), no Ducado de Caríntia, e o castelo de Stuchsenstein, no Ducado de Áustria. As propriedades não seriam administradas diretamente por D. Leonor, embora os rendimentos fossem seus, como se detalha em carta do Imperador de 24 de Agosto de 1452. Esse encargo recai sobre os embaixadores na corte alemã Lopo de Almeida - mais tarde, 1º Conde de Abrantes - e João Fernandes. O pagamento da doação matutina (donationem matutinam in crastinum scilicet nuptiarum) - preço simbólico oferecido à esposa pela virgindade após a consumação do matrimónio - ficaria ao critério do Imperador.
Celebrado o contrato por palavras de futuro em Nápoles, urgia legitimá-lo por palavras de presente. Com esse intuito, garante Frederico III a 14 de Março de 1451 credenciais diplomáticas aos seus capelães Tiago Motz (bacharel em Teologia) e Nicolau Lanckmann de Valckenstein. Este último publicaria posteriormente um diário desta viagem a Portugal, das festas realizadas em Lisboa e da viagem da Infanta para Itália: Historia Disponsationis Frederici III cum Eleanora Lusitanica. Estes legados imperiais, após conturbada viagem terrestre, chegam enfim em Julho desse ano de 1451 a Lisboa, cidade que descrevem como "notável e muito maior que Viena de Áustria". O contrato é celebrado a 9 de Agosto na presença de toda a corte por D. Luís Coutinho, Bispo de Coimbra e que no ano seguinte seria Arcebispo de Lisboa. Os festejos têm lugar depois do pino do Verão, entre 13 e 25 de Outubro.

## Viagem para Itália
Em finais de Outubro de 1451, após os festejos, D. Leonor embarca na nau italiana Doria. Fica ainda atracada ao largo de Lisboa durante alguns dias à espera de ventos favoráveis. A 5 de Novembro parte enfim da barra do Tejo a Armada que levará a Infanta até ao porto italiano de Livorno. Era o capitão-mor do seu navio D. Afonso de Bragança, Conde de Ourém, filho primogénito do todo-poderoso Duque de Bragança e recentemente elevado a Marquês de Valença por real mercê. A Armada incluía ainda a nau do Bispo de Coimbra, cinco navios (três de maiores dimensões e dois mais pequenos) e duas caravelas; num total de três mil homens. Na comitiva de D. Leonor destacavam-se além de D. Afonso de Bragança, a Condessa Velha de Vila Real, D. Brites de Meneses, o futuro Conde de Abrantes, D. Lopo de Almeida (que foi desempenhar o cargo de Embaixador em Viena), o regedor da Casa do Cível de Lisboa, Pêro Vaz de Melo, o Mordomo-Mor, Álvaro de Sousa e o Senhor do Prado, Pêro de Sousa, entre muitos outros nobres e cavaleiros.

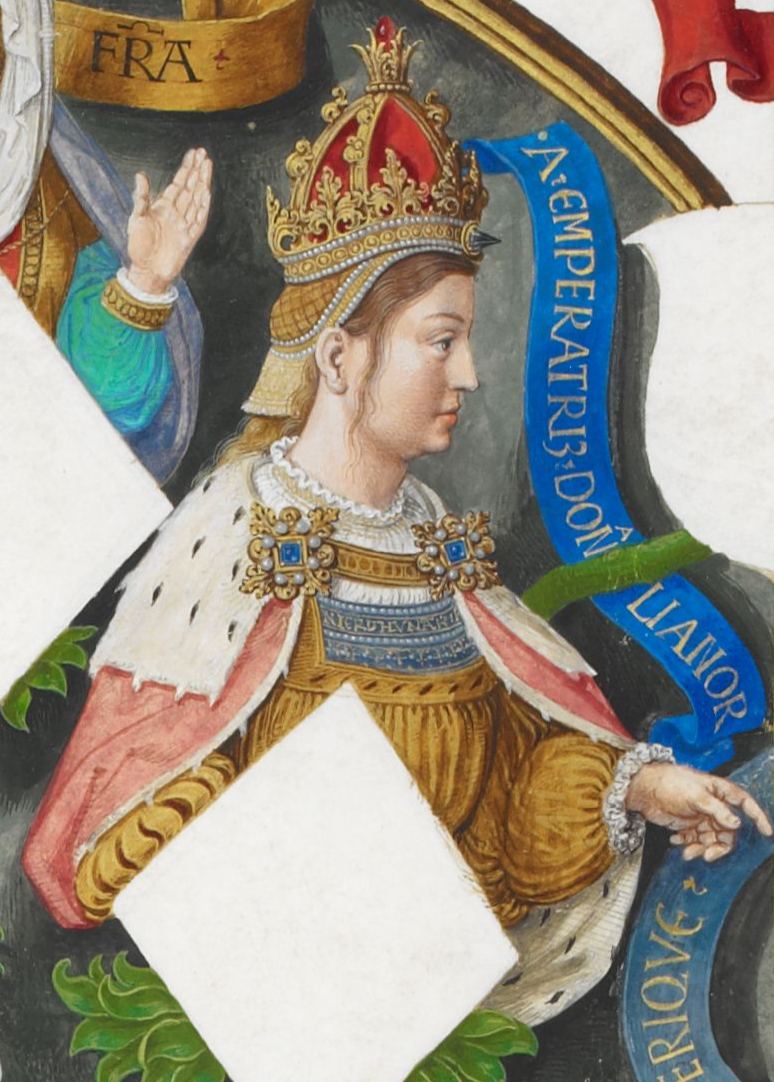
A imperatriz na Genealogia dos Reis de Portugal.

A viagem marítima pelo Mediterrâneo Ocidental foi atribulada, como eram sempre as longas viagens naquele tempo. Após temporais que dispersaram a Armada, até combates com piratas, de tudo houve entre os curtos períodos que passaram ao abrigo dos portos de escala (Ceuta a 20 de Novembro, Marselha a 8 de Dezembro e Grimaud a 24 de Dezembro). Chegam finalmente a Livorno em janeiro de 1452, mas não desembarcam por não se conhecer ainda a vontade do Imperador que se encontrava em Florença. O Imperador concede finalmente a D. Leonor e à sua comitiva permissão para desembarcar a 7 de fevereiro. São recebidos em Livorno por grande embaixada de nobres, que conduzem a comitiva portuguesa a Pisa para alguns dias de repouso.

## Consagração, Coroação e Consumação

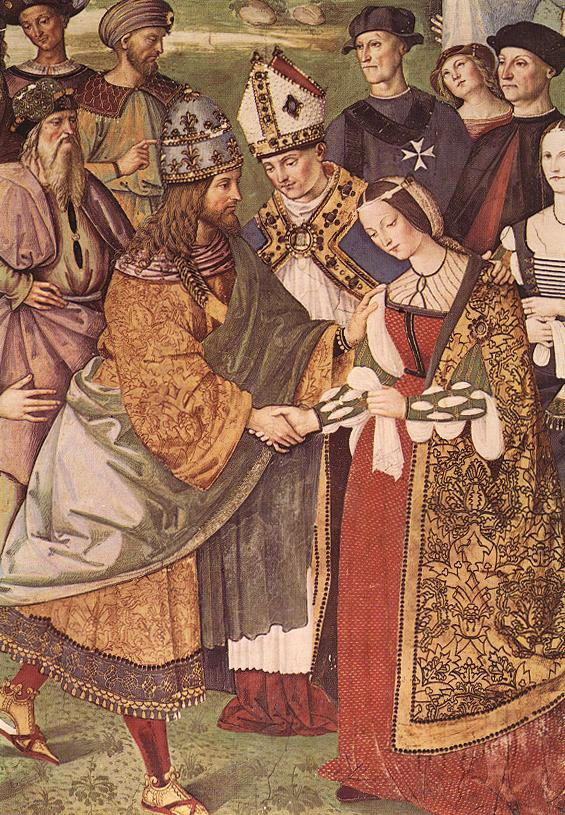
Eneias Sílvio Piccolomini (o futuro Papa Pio II) celebrando o casamento de Frederico III, Imperador do Sacro Império, com a infanta portuguesa D. Leonor (fresco de Pinturicchio).

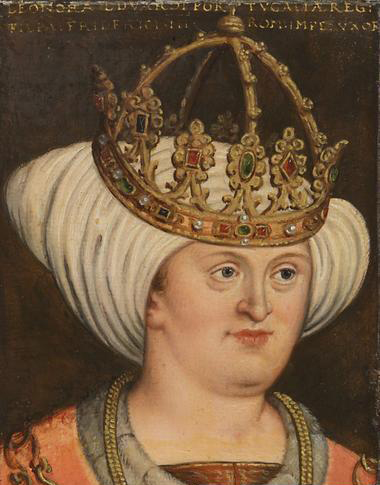
Leonor de Portugal por Antoni Boys, no Kunsthistorisches Museum.

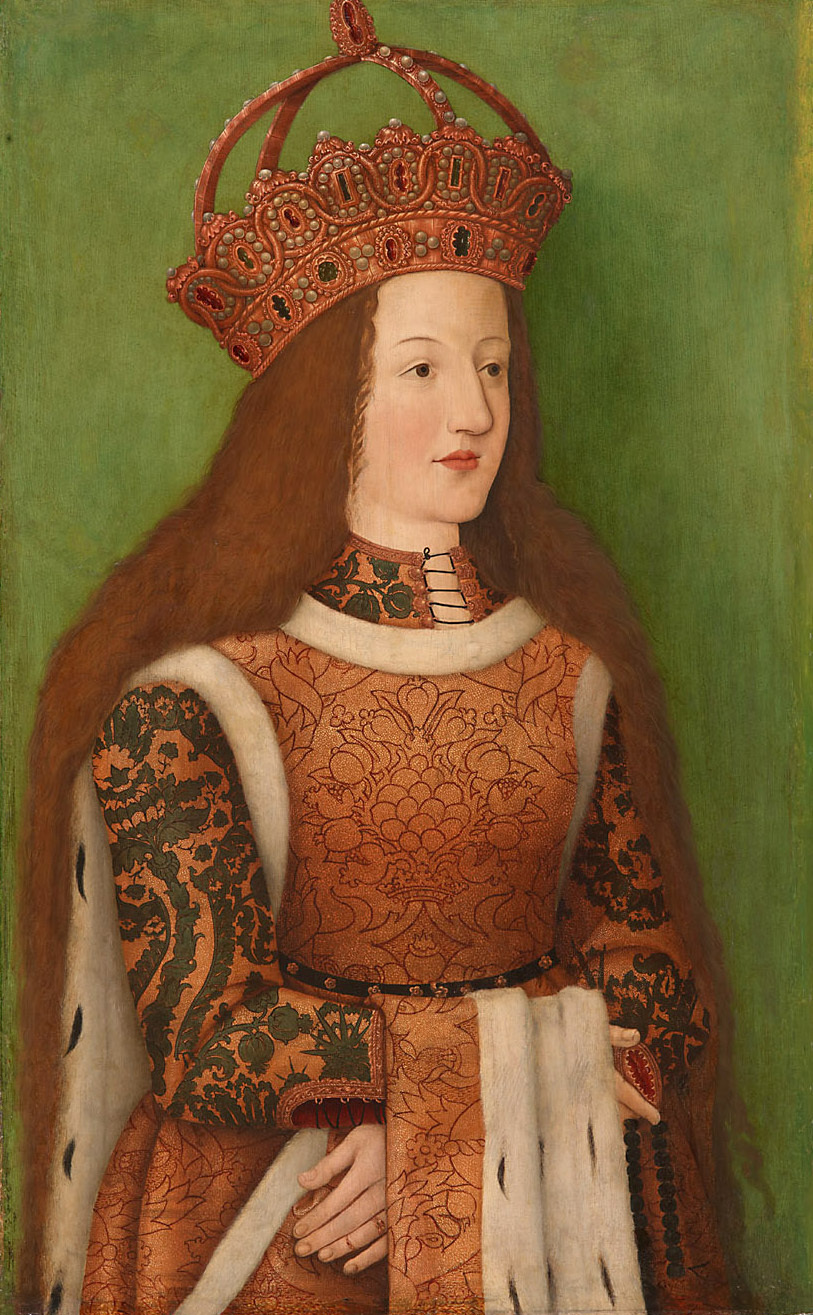
Leonor por um pintor anónimo.

A 19 de Novembro, D. Leonor parte para Siena. É recebida às portas da cidade pelo Arquiduque Alberto VI da Áustria, irmão mais novo do Imperador e pelo Rei da Hungria e Duque da Áustria Ladislau Póstumo, primo do seu esposo. Apenas após transpor as portas da cidade é que D. Leonor se encontrou com o seu esposo Frederico III. Esse encontro ficou celebrizado para a eternidade pela mão de Pinturicchio. O responsável pelas negociações do contrato matrimonial, João Fernandes da Silveira manda erguer em Siena um padrão português para comemorar o encontro. O casamento é consagrado na Sé de Siena pelo bispo Eneias Silvio Piccolomini, o futuro Papa Pio II. D. Leonor parece ter causado boa impressão desde o começo, pois dela escreveu o Bispo de Siena:
"(...) uma donzela de estatura mediana, de dezasseis anos de idade, testa grande, olhos muito negros e luminosos, boca pequena, faces harmoniosamente rosadas, pescoço branco, uma figura em tudo formosa e sem qualquer defeito (...) verdadeiramente distinta na beleza do corpo, possuía as mais notáveis qualidades de espírito; donzela de família real, falava sem intérprete, emitia opiniões ponderadas, respondia com prudência, tudo dispunha de forma adequada, em qualquer domínio mostrava posturas reais (...)"
Ruma então o casal imperial a Roma, onde chegam a 8 de março de 1452. Foram recebidos pelo Papa Nicolau V às portas da antiga Basílica de São Pedro numa demonstração de agradecimento deste pelo apoio do Imperador contra o cismático Antipapa Félix V. O Papa abençoou o casamento em cerimónia realizada na Quinta-feira, dia 16 de março de 1452. Não se seguiram festejos porque se observava o período de Quaresma. No Domingo seguinte, 19 de março, dia de Nossa Senhora da Rosa, celebrou-se em São Pedro a coroação do Imperador e da Imperatriz pelo Sumo-Pontífice. O próprio ungiu D. Leonor nas espáduas e braço direito e lhe colocou a coroa.
Após estadia em Roma, partiram para sul, onde se quedaram no Reino de Nápoles para as festividades da Páscoa e, passados os interditos da Quaresma, para celebrações nupciais oferecidas pelo tio da Imperatriz, o Rei Afonso V de Aragão. Foi também nesta estadia no Sul de Itália que o casamento foi então consumado. O Embaixador Lopo de Almeida retrata o episódio caricato de D. Leonor ter recusado por 5 vezes nessa noite ser escoltada ao leito do marido por outrem que não o próprio Imperador. Este acabou por ceder e foi pessoalmente buscar D. Leonor aos seus aposentos. O Imperador ausentou-se para Roma poucos dias passados, mas a Imperatriz ficou a gozar da hospitalidade de seu tio até 24 de abril. Segundo as estimativas de Lopo de Almeida, o Rei de Nápoles terá gasto mais de 100 mil cruzados para acolher o casal imperial.
Leonor e Frederico tiveram cinco filhos:
- Cristóvão (Wiener Neustadt, 16 de novembro de 1455 – Wiener Neustadt, 21 de março de 1456);
- Maximiliano I (Castelo de Wiener Neustadt, 22 de março 1459 – Wels, 12 de janeiro de 1519), successor do pai;
- Helena (3 de novembro de 1460 – 28 de fevereiro de 1461);
- Cunegunda (Castelo de Wiener Neustadt, 16 de março de 1465 – Mónaco, 6 de agosto de 1520), casou com Alberto IV, duque da Baviera;
- João (9 de agosto de 1466 – 10 de fevereiro de 1467).

Leonor e Federico eram bem diferentes, e as paixões desta por dança, jogo e caça não eram compartilhadas pelo cônjuge, e o seu relacionamento era condicionado pelas suas diferenças. Frederico enviou a comitiva portuguesa de Leonor para Portugal por causa do alto custo de manutenção, mas a imperatriz começou a sofrer saudades de casa.
Frederico III repreendeu a sua esposa por ter causado a morte de vários dos seus filhos, fazendo-os comer comida portuguesa, de modo que ele pessoalmente cuidou dos dois filhos restantes. 
A história retratou Leonor como uma princesa tirada de uma esplêndida corte em Portugal e instalada em uma Viena culturalmente morta, por causa da cobiça de seu marido.
Leonor de Portugal morreu aos 32 anos de disenteria em Wiener Neustadt, a 3 de setembro de 1467, e foi enterrada no mosteiro cisterciense de Neukloster ou da Santíssima Trindade, onde o seu túmulo ainda pode ser visto.